# Kojčinovac
Kojčinovac är en ort i Bosnien och Hercegovina.   Den ligger i entiteten Republika Srpska, i den östra delen av landet, 120 km nordost om huvudstaden Sarajevo. Kojčinovac ligger 103 meter över havet och antalet invånare är 863.
Terrängen runt Kojčinovac är platt.Närmaste större samhälle är Bijeljina, 7,9 km norr om Kojčinovac.
Trakten runt Kojčinovac består till största delen av jordbruksmark. Runt Kojčinovac är det ganska tätbefolkat, med 96 invånare per kvadratkilometer.